# Jonas Häggblom
Jonas Häggblom es un deportista sueco que compitió en vela en la clase Europe. Ganó dos medallas en el Campeonato Mundial de Europe, plata en 1978 y bronce en 1979.

## Palmarés internacional
| Campeonato Mundial | Campeonato Mundial     | Campeonato Mundial | Campeonato Mundial |
| Año                | Lugar                  | Medalla            | Clase              |
| ------------------ | ---------------------- | ------------------ | ------------------ |
| 1978               | Skovshoved (Dinamarca) | Medalla de plata   | Europe             |
| 1979               | La Rochelle (Francia)  | Medalla de bronce  | Europe             |